# حصار وهران (1349)
حصار وهران معركة بين الزيانيين والمرينيين عام 1349.انتهى الحصار بانتصار الزيانيين واستعادتهم للمدينة.

## خلفية تاريخية
في سنة 1347، سيطر السلطان المريني أبو الحسن بن عثمان على وهران أثناء حملته ضد تلمسان. وفي هذه المدينة بنى برج الأحمر وبرج المرسى، وبايعه عدة أمراء من إفريقية أبرزهم أمير قفصة، ثم قرر أن ينصب واليا اسمه أوبو بن سعيد بن أدجانة. وتابع وفتح بجاية وقسنطينة وتونس. ومع ذلك، في أبريل 1348، حاصرت قبيلة بنو سليم جيشه في القيروان، وثار الزيانيون. وتمكن أبو الحسن من التراجع بصعوبة نحو تونس. وفي الوقت نفسه، ثار ابن أبو الحسن، أبو عنان فارس، واعترف به في المغرب الأقصى سلطانا. وانتهز أبو ثابت الزياني هذه الفرصة لمهاجمة وهران عام 1348، لكنه هُزم بعد خيانة قبيلة بني راشد التي تلقت رشوة. أبو  في يوليوز 1349 ,

## الحصار
هاجم أبو ثابت الحامية المرينية في وهران، التي دافع عنها والي وهران علي بن سعيد بن أدجانة، في 11 مارس دمر الزيانيون جيش المرينيين في غضون أيام قليلة. وانتهى الحصار في بداية شهر أغسطس بتسليم المدينة للدولة الزيانية.